# Innobindus alternans
Innobindus alternans är en insektsart som beskrevs av Birgit Löcker 2007. Innobindus alternans ingår i släktet Innobindus och familjen kilstritar. Inga underarter finns listade i Catalogue of Life.